# 桜デパート
桜デパート（さくらデパート）は、かつて存在した日本の百貨店。鹿児島県鹿屋市に本店を置き、大隅半島では唯一の百貨店（日本百貨店協会加盟）であった。

## 概要
1945年（昭和20年）12月8日に桜商会として進駐軍向け土産物店を個人創業。
1948年（昭和23年）12月に有限会社桜商会として法人化し、1952年（昭和27年）11月に株式会社桜商会に改組した。
1953年（昭和28年）12月1日に株式会社桜デパートと商号変更を行い、、同日に鉄筋コンクリート造2階建て・850m2の店舗を完成させた。
1956年（昭和31年）7月1日に3階建て・3,075m2まで増床。1960年（昭和35年）4月に4階建て・4,950m2まで増床。1965年（昭和40年）11月に5階建て・5,250m2まで増床した。1975年（昭和50年）3月には新消防法への適用と共に店舗を約2倍に拡張した。
この間の1974年（昭和49年）4月には寿屋と資本提携し、救済される形でその系列下に入った。
大隅半島初のショッピングセンターであるプラッセだいわ鹿屋店が開業した1991年（平成3年）12月5日にショッピングプラザさくら（寿店の増床計画）の構想を南日本新聞の紙面上で広告として発表し、1993年（平成5年）1月29日には大規模小売店舗法に基づく出店届を提出したが実現には至らなかった。
1994年（平成6年）8月31日に鹿屋本店が閉店。1998年以降は寿屋とくらし館が5店舗の営業権を継承して営業を続けた。
しかし、親会社だった寿屋の構造改革に伴い、1999年（平成11年）12月21日の臨時株主総会で解散を決議した。大隅半島の倒産企業における負債金額の規模では丸栄建設（2008年破綻）に次ぐ。1994年8月末時点の資本金は8,500万円、従業員数は110人であった。
1980年代までの鹿屋市で買い物といえば、鹿屋市中心部にあった桜デパートや遠矢百貨店、タイヨーが一般的であったが、1991年（平成3年）の市役所の移転や1992年（平成4年）の国道220号鹿屋バイパスの全線開通などを機に、衰退の一途をたどった。現在の鹿屋市付近の買い物は鹿屋バイパス沿いのロードサイド店舗が中心となっている。

## 会社データ
1989年時点。
- 本部所在地：鹿児島県鹿屋市寿四丁目14番26号
- 資本金：8,000万円
- 店舗数：8
- 従業員数：435人
- 平均年齢：27.6歳
- 関連企業：ラッキーマート、桜外食

## 店舗
1998年以降は寿屋が営業権を貸借していたが、同社の倒産に伴いいずれも2002年2月に閉鎖された。

### 鹿児島県

#### 鹿屋市
- さくらデパート鹿屋本店（鹿屋市北田本通り[18]、1953年（昭和28年）12月1日開店[19] - 1994年（平成6年）8月31日に鹿屋本店が閉店[12]）

1956年（昭和31年）7月1日に3階建て・店舗面積3,075m2まで増床。
1960年（昭和35年）4月に4階建て・店舗面積4,950m2まで増床。
1965年（昭和40年）11月に5階建て・店舗面積5,250m2まで増床した。
1975年（昭和50年）3月には新消防法への適用と共に店舗を約2倍に拡張した。
本店の店舗は地上7階建てでありいわゆるデパ地下も存在した（朝日新聞記事に基づく、1973年時点は4階建て）。敷地面積は2,385平方メートル、店舗面積は9,000平方メートル。
1994年（平成6年）8月31日をもって休業し、再開店することなった。
1994年（平成6年）9月に閉鎖された後10年ほどそのままの状態であったが、再開発施設『リナシティかのや』の建設に伴う周辺整備により2005年3月までに取り壊された。本店敷地は鹿屋市が2億7,961万円で取得。現在は『まちなかパーク』として整備され駐車場として利用されている。
- （初代）さくらストア西原店（鹿児島県鹿屋市西原町[20]、1962年（昭和37年）7月1日開店[20]）

店舗面積265m2
- （2代目）桜デパート西原店（1975年（昭和50年）8月21日開店[5]）

- （3代目）桜デパート西原くらし館（鹿屋市今坂町10118-23[21]、1994年（平成6年）9月開店[21]）

延床面積1,619m2、店舗面積1,076m2
現マックスバリュ西原店。
- 桜ヶ丘店（鹿屋市西原4-2-2[22]）

店舗面積3,361m2
- （初代）さくらストア寿店（鹿屋市寿町[20]、1962年（昭和37年）10月17日開店[20]）

店舗面積265m2
- （2代目）さくらデパート寿店（鹿屋市寿町4-14-26[23]、1980年（昭和55年）11月21日開店[23]）

敷地面積11,800m2、店舗面積5,500m2、駐車台数約500台
3階建て
寿屋鹿屋店として営業。

#### 肝属郡
- さくらストア串良店（肝属郡串良町[19]、1962年（昭和37年）10月17日開店[19]）

店舗面積400m2
ラッキーマートとして営業。
- 大根占店 - ラッキーマートとして営業。[要出典]

#### 曽於郡
- 志布志桜デパート（曽於郡志布志町2536-1[20]、1962年（昭和37年）3月17日開店[20] - ）

店舗面積729m2
- 桜マート有明店（曽於郡有明町[24]、1995年（平成7年）2月開店[24] - ）

店舗面積999m2
- 桜マート東串良店（曽於郡東串良町[24]、1995年（平成7年）1月開店[24] - ）

店舗面積998m2
- 桜マート岩川店（曽於郡大隅町[25]、1995年（平成7年）7月開店[25] - ）

店舗面積999m2

#### 垂水市
- 垂水店（垂水市下福町3491-1[22]、1977年（昭和52年）2月22日開店[5]）

店舗面積1,963m2
寿屋垂水店として営業。

### 宮崎県

#### 串間市
- （初代）串間さくらデパート（串間市泉町5685[27]、1966年（昭和41年）12月2日開店[28]）

店舗面積686m2
- 桜マート串間店（串間市大字西方6975-1[29]、1962年（昭和37年）3月開店[29] - ）

店舗面積983m2
- （2代目）桜デパート串間店（串間市大字西方[30]、1975年（昭和50年）10月16日開店[30]）

売場面積2,399m2

#### 曽於郡
- 桜マート三股店（北諸県郡三股町[25]、1995年（平成7年）7月開店[25] - ）

店舗面積999m2

## 関連企業
- （株）桜開発グループ（鹿屋市北田町2-9[31]）

「桜観光」のブランドで展開した旅行業の他、不動産賃貸業や建設業、携帯電話や呉服などの販売も手掛けていた。
2020年（令和2年）8月6日に鹿児島地方裁判所鹿屋支部より破産開始決定を受けた。
- 桜商事（株）（鹿屋市大手町[4]）
- (有)桜製菓（鹿屋市北田町[4]）
- （株）桜友の会（鹿屋市北田町2-1[31]）
- 志布志桜デパート（株）（曽於郡志布志町2536-1[33]）、1960年（昭和35年）12月17日設立[34]）

（株）さくらストアとして設立され、1967年（昭和42年）8月に志布志桜デパート（株）へ商号変更した。